# Mediearkæologi
Mediearkæologien er en forskningsretning inden for humaniora, som vil uddybe og nuancere mediernes historie ud fra et særligt metodisk perspektiv. Snarere end at udgå fra den klassiske arkæologi, trækker den på Michel Foucaults ambition om at revidere historieskrivningen (Vidensarkæologien 1969). Mediearkæologien forsøger at forstå samtidens medieteknologier gennem en grundig afdækning af fortidens, og gennem kritisk granskning af kanoniserede fortællinger om mediernes kultur og historie . Mediearkæologien interesserer sig således for en afdækning og genoplivning af uddøde og glemte medieteknologier, for herigennem at udfordre en teleologisk mediehistorie. Centrale mediearkæologiske forskere er Friedrich Kittler, Lori Emerson, Shannon Mattern, Wolfgang Ernst, Jussi Parikka og Siegfried Zielinski.